# 1734
1734 (MDCCXXXIV) fue un año común comenzado en viernes según el calendario gregoriano.

## Acontecimientos
- 25 de mayo: Batalla de Bitonto: Montemar derrota a los austríacos y España reconquista así el Reino de Nápoles.
- 2 de abril: Felipe V cede a su hijo Carlos, mediante decreto, todos los derechos al trono de Nápoles y Sicilia.
- 24 de diciembre: Un incendio destruye el Real Alcázar de Madrid.
- Publicación de las Cartas filosóficas de Voltaire.
- Inicia la Revuelta de los Pericúes en la Misión de Santiago de los Coras Añiñí (Nueva España), en contra de los misioneros jesuitas .

## Nacimientos
- 17 de enero: François-Joseph Gossec, músico francés (f. 1829).
- 18 de enero: Caspar Friedrich Wolff, embriólogo (f. 1793)
- 9 de marzo: Francisco Bayeu, pintor español (f. 1795)
- 25 de julio: Ueda Akinari, escritor japonés (f. 1809).
- 31 de agosto: Gaetano Gandolfi, pintor italiano (f. 1802)
- 23 de octubre: Nicolás Edme Restif de la Bretonne, escritor francés (f. 1806)
- 17 de diciembre: María I, reina de Portugal (1777-1816).
- 29 de diciembre: Antonio de la Torre y Miranda, militar español (f. 1805)

## Fallecimientos
- 25 de abril: Johann Conrad Dippel, químico y teólogo alemán (n. 1673)
- 15 de junio: Giovanni Ceva, matemático italiano (n. 1648)
- 5 de septiembre: Nicolas Bernier, músico y compositor francés (n. 1664)
- 28 de diciembre: Robert Roy MacGregor, héroe legendario escocés (n. 1671)
- Richard Cantillon: economista teórico irlandés.